# 萱和磨
萱 和磨（かや かずま、1996年11月19日 - ）は、日本の体操競技選手。

## 経歴
小学2年生の時にテレビで観たアテネオリンピック日本代表の冨田洋之の演技に魅了され、体操を始める。
市立習志野高校では3年次に全国高校体操選抜大会個人総合で優勝を果たすなど同学年の白井健三等と競い合った。
順天堂大学進学後、2015年の体操世界選手権では個人あん馬で銅メダルを獲得し、団体での金メダル獲得にも貢献した。
2021年5月16日に長野県のビッグハットで開催された第60回NHK杯にて2位に入賞し、同大会初優勝の橋本大輝と共に同年開催の2020年東京オリンピックへの出場権の獲得と同時に自身初の団体代表入りが内定した。
東京オリンピックの団体総合では主将を務め、橋本・谷川航・北園丈琉と共に全員が五輪初出場のメンバーで出場。同年7月26日に行われた決勝では、ROC、中国との接戦の末、2位に入賞し、銀メダルを獲得した。8月1日に行われた種目別決勝のあん馬では銅メダルを獲得した。同種目で日本勢がメダルを獲得したのは、アテネオリンピックで銅メダルを獲得した鹿島丈博以来、17年ぶりである。
2022年1月11日、結婚。
2024年パリオリンピックの体操競技の男子団体総合では、橋本大輝、岡慎之助、谷川航、杉野正尭とともに団体総合で金メダルを獲得した。同年、紫綬褒章受章。

## 主な大会成績
- 2014年
  - 全日本種目別 - 平行棒：3位
- 2015年
  - 全日本選手権 - 個人総合：6位
  - 全日本種目別 - あん馬：優勝
  - 世界選手権 - 団体：優勝、あん馬：3位
- 2016年
  - 全日本種目別 - あん馬：優勝、平行棒：5位
  - NHK杯 - 個人総合：6位
- 2017年
  - 全日本種目別 - 平行棒：5位
- 2018年
  - 全日本選手権 - 個人総合：4位
  - 全日本種目別 - あん馬：3位、平行棒：6位
  - NHK杯 - 個人総合：3位
  - 世界選手権 - 団体：3位、個人総合：6位
- 2019年
  - 全日本選手権 - 個人総合：2位
  - NHK杯 - 個人総合：3位
  - 世界選手権 - 団体：3位、個人総合：6位、平行棒：3位、あん馬：5位
- 2020年
  - 全日本選手権 - 個人総合：優勝
  - 全日本種目別 - あん馬：4位、鉄棒：4位、平行棒：6位、つり輪：8位
- 2021年
  - 全日本選手権 - 個人総合：3位
  - NHK杯 - 個人総合：2位
  - 東京オリンピック - 団体：2位、あん馬：3位
- 2023年
  - 世界選手権 - 団体：優勝
- 2024年
  - 2024年パリオリンピック - 団体：優勝